# مارکو موریرو
مارکو موریرو (انگلیسی: Marco Murriero؛ زادهٔ ۲۰ ژانویهٔ ۱۹۸۳) بازیکن فوتبال اهل ایتالیا است.
از باشگاه‌هایی که در آن بازی کرده‌است می‌توان به باشگاه فوتبال اودینزه اشاره کرد.
وی همچنین در تیم ملی فوتبال Padania بازی کرده‌است.